# Новомиргородка
Новоми́ргородка — село в Україні, Запорізькому районі Запорізької області. Входить до складу Михайло-Лукашівської сільської громади.
Площа села — 82,5 га. Кількість дворів — 47, кількість населення на 01.01.2007 р. — 129 чол.

## Географія
Село Новомиргородка знаходиться на лівому березі річки Солона, вище за течією на відстані 1 км розташоване село Васильківське, нижче за течією на відстані 1 км розташоване село Антонівка. По селу протікає пересихаючий струмок з загатою.
Село розташоване за 18 км від міста Вільнянськ за 43 км від обласного центра. Найближча залізнична станція — Вільнянськ — знаходиться за 18 км від села.

## Історія
Село утворилось в першій половині XIX ст. як власність дворян миргородських. У селі була земська школа
7 (20) листопада 1917 року, відповідно до Третього Універсалу Української Центральної Ради, увійшло до складу Української Народної Республіки.
Внаслідок поразки Перших визвольних змагань село надовго окуповане більшовицькими загарбниками.
В 1932-1933 селяни пережили сталінський геноцид.
З 24 серпня 1991 року село входить до складу незалежної України.
До 2020 року орган місцевого самоврядування — Антонівська сільська рада.
12 червня 2020 року, відповідно до розпорядження Кабінету Міністрів України № 713-р «Про визначення адміністративних центрів та затвердження територій територіальних громад Запорізької області», село увійшло до складу Михайло-Лукашівської сільської громади.
19 липня 2020 року, в результаті адміністративно-територіальної реформи та ліквідації Вільнянського району, село увійшло до складу новоутвореного Запорізького району.
День села відзначається 20 вересня.